# Голф на Летњим олимпијским играма
Голф је олимпијски деби имао на Летњим олимпијским играма 1900. године у Паризу. После другог учешћа на Олимпијским играма 1904. у Сент Луису спорт је скинут са олимпијског програма.
На Играма у Паризу такмичило се 22 голф играча у категоријама мушкарци појединачно и жене појединачно. На турниру 1904. године било је 77 играча у категоријама мушкарци појединачно и мушкарци тимски. Алберт Ламберт био је једини голфер који се такмичио оба пута. Мушки појединачни турнир био је планиран за Лондонске игре 1908. године, али интерни спор међу британским голферима довео је до бојкота догађаја, остављајући освајача златне медаље из 1904. године Џорџа Лиона као јединог такмичара. Њему је према протоколу понуђена златна медаља, али Лион је одбио да је прихвати.
Због брзе експанзије и глобализације спорта на 121. заседању Генералне скупштине МОК-а у Копенхагену 9. октобра 2009. године одлучено је да се голф врати у олимпијски програм Летњих олимпијских игара 2016. године у Рију и 2020. године у Токију.
За повратак голфа на Летње олимпијске игре највише су се залагали Ти Вотав, извршни потпредседник за комуникације и међународна питања и потпредседник Међународне голф федерације (International Golf Federation), заједно са Петером Давсоном, који је био председник ИГФ-а.
Пре гласања о поновном успостављању голфа на Летњим олимпијским играма 2016. и 2020. године, презентација групе амбасадора у голфу помогла је у убеђивању чланова 121. заседања Међународног олимпијског комитета. Ти амбасадори су били Давсон и Вотав, заједно са четири професионална играча голфа: троструким прваком из Ирске Падригом Харингтоном, Мишел Вие из Сједињених Држава, шампионком ПГА за жене Сузан Петерсен из Норвешке и 16-годишњим прваком Аматерске лиге Велике Британије Матеом Манасером из Италије.
Од Олимпијских игара 2016. године квалификација се заснива превасходно на званичној Светској ранг листи голфа (мушкарци) и Светској ранг листи голфа за жене, с тим да се најбољих петнаест сваког пола аутоматски квалификује (са ограничењем од четири по држави), а затим по два играча са највишим рангом из земаља које се још нису квалификовале. ИГФ је гарантовао да ће се најмање један играч голфа из земље домаћина и сваког географског региона (Африка, Америка, Азија, Европа и Океанија) квалификовати. ИГФ објављује недељне листе квалификованих на основу тренутног ранга за мушкарце и жене.

## Голф на Летњим олимпијским играма
| Дисциплина           | 1900 | 1904 | 1908—2012 | 2016 | 2020 | 2024 | Година |
| -------------------- | ---- | ---- | --------- | ---- | ---- | ---- | ------ |
| мушкарци појединачно | Х    | Х    | —         | Х    | Х    | Х    | 5      |
| жене појединачно     | Х    | —    | —         | Х    | Х    | Х    | 4      |
| мушкарци екипно      | —    | Х    | —         | —    | —    | —    | 1      |
| Укупно               | 2    | 2    | —         | 2    | 2    | 2    | 10     |

## Освојене медаље
| Позиција    | Држава                    | Злато | Сребро | Бронза | Укупно |
| ----------- | ------------------------- | ----- | ------ | ------ | ------ |
| 1           | Сједињене Америчке Државе | 6     | 3      | 5      | 14     |
| 2           | Уједињено Краљевство      | 1     | 2      | 1      | 4      |
| 3           | Нови Зеланд               | 1     | 1      | 1      | 3      |
| 4           | Јужна Кореја              | 1     | 0      | 0      | 1      |
| 4           | Канада                    | 1     | 0      | 0      | 1      |
| 6           | Јапан                     | 0     | 1      | 1      | 2      |
| 7           | Немачка                   | 0     | 1      | 0      | 1      |
| 7           | Шведска                   | 0     | 1      | 0      | 1      |
| 7           | Словачка                  | 0     | 1      | 0      | 1      |
| 10          | Кина                      | 0     | 0      | 2      | 2      |
| 11          | Кинески Тајпеј            | 0     | 0      | 1      | 1      |
| Укупно (11) | Укупно (11)               | 10    | 10     | 11     | 31     |

## Земље учеснице
| Дисциплина                | 00 | 04 | 1908—2012 | 16 | Укупно |
| ------------------------- | -- | -- | --------- | -- | ------ |
| Уједињено Краљевство      | 4  | 2  |           |    | 2      |
| Грчка                     | 1  |    |           |    | 1      |
| Канада                    |    | 3  |           |    | 1      |
| Сједињене Америчке Државе | 9  | 74 |           |    | 2      |
| Француска                 | 8  |    |           |    | 1      |
| Укупно земаља: 7          | 4  | 3  |           |    |        |
| Укупно спортиста          | 22 | 77 |           |    |        |